# Chelinidea canyona
Chelinidea canyona är en insektsart som beskrevs av Bruce Gordon Hamlin 1923. Chelinidea canyona ingår i släktet Chelinidea och familjen bredkantskinnbaggar. Inga underarter finns listade i Catalogue of Life.